# Giải quần vợt vô địch quốc gia Australasia 1909 - Đơn
Anthony Wilding đánh bại Ernie Parker 6–1, 7–5, 6–2 trong trận chung kết để giành chức vô địch Đơn nam tại Giải quần vợt vô địch quốc gia Australasia 1909. Đây là danh hiệu đánh đơn Australasia thứ hai của Wilding sau năm 1906. Sự kiện được tổ chức trên mặt sân cỏ ở Vườn Bách thú tại Perth.

## Kết quả